# Nicolas Benoit
Nicolas Benoit (Roanne, 15 ottobre 1875 – Nieuwpoort, 17 dicembre 1914) è stato un militare e educatore francese.
Fondatore degli Éclaireurs de France nel 1911, fu tra coloro che contribuirono maggiormente allo sviluppo dello scautismo in Francia.

## Biografia
Benoit trascorse la sua adolescenza in Algeria, dove la sua famiglia si trasferì dal 1884. Entrò nell'École navale nel 1893, imbarcandosi poi a bordo della fregata L'Iphigénie come cadetto presso la scuola di applicazione dei segni di navigazione. Lì, ha completato il suo apprendistato come ufficiale durante un viaggio intorno al mondo. Si distinse durante questo viaggio per due fatti; prima salvando la sua nave contenendo un incendio nel porto di Dar es Salaam grazie alla rapidità del suo intervento, poi salvando un marinaio saltando in acqua per aiutarlo.
Fu nominato luogotenente nel 1906, e prese parte a campagne militari in tutti i continenti. Per ottenere una licenza come interprete militare, chiese di partire per l'Inghilterra per un anno, raggiungendo la Gran Bretagna dal 1º maggio 1910 al 20 aprile 1911. Grazie ad un incontro con Robert Baden-Powell scoprì il movimento scout.
Dopo il suo ritorno in Francia, inviò al ministro della Marina Théophile Delcassé una nota sulle tecniche educative di Baden-Powell, cominciando a radunare tutte le persone interessate alla creazione di un movimento scout in Francia. Si incontrò nel maggio 1911 con Pierre de Coubertin, fondatore dei Giochi olimpici per creare un'associazione, tuttavia i due non furono d'accordo su diversi punti, il che portò alla creazione di due entità diverse, gli Éclaireurs de France e gli Éclaireurs Français. Le due organizzazioni si fusero poi nel 1964 negli Éclaireuses et Éclaireurs de France.
Benoit depositò lo statuto della prima associazione scout francese il 2 dicembre 1911 a Parigi; la prima attività si svolse il 4 febbraio 1912.
Con lo scoppio della prima guerra mondiale, si imbarcò nell'incrociatore Châteaurenault. Chiese poi di combattere al fronte e venne assegnato al 2º reggimento dei Fusiliers marins. Morì il 17 dicembre 1914 a Nieuwpoort, in Belgio durante la battaglia dell'Yser, durante una carica alla baionetta.